# Ханкайський район

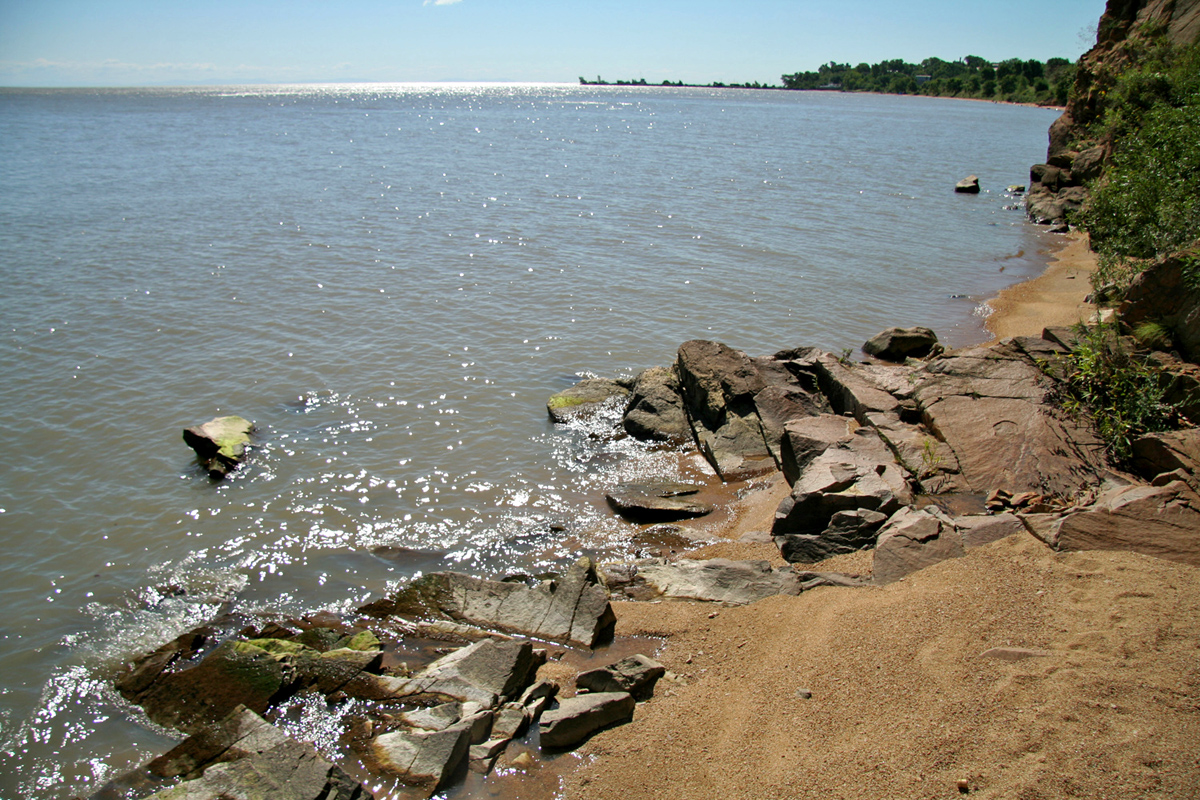
Берег озера Ханка поблизу села Камінь-Риболов

Ханкайський район — район Приморського краю, Росії.
Адміністративний центр — село Камінь-Риболов.

## Географічне положення
Ханкайський район розташований у північно-західній частині Приморського краю. Загальна протяжність кордону Ханкайського муніципального району становить приблизно 390,3 км, з яких 252,0 км — сухопутна частина і 138,3 км — водна частина кордону, при цьому 92,6 км є державним кордоном Російської Федерації з Китаєм, водна частина кордону проходить по узбережжю озера Ханка.
Ханкайський район межує: на півночі і північному заході — з Китайською Народною Республікою; на заході — з Погранічним муніципальним районом; на півдні — з Хорольським муніципальним районом; на сході — з озером Ханка.
Загальна площа території Ханкайського муніципального району становить 2689 км².
Найвища точка району — г. Вінокурка 783 м, яка знаходиться на кордоні з Китаєм. Найнижча — рівень оз. Ханка (бл. 68 м).

## Клімат
Клімат різко-континентальний, мусонний. Зима морозна, середня температура січня  -14—15 °C. Літо жарке і вологе з середньою температурою липня +21—22 °C.

## Історія
Заснований козаками в 1865 році. 23 червня 1936 року в селі Камінь-Риболов під керівництвом командира полку Якубовича Івана Васильовича і начальника штабу капітана Єрмолова Петра Васильовича був утворений 47-й винищувальний авіаційний полк.

## Економіка
Ханкайський муніципальний район є сільськогосподарським зі слабо розвинутою промисловістю.